# Cameraria lentella
Cameraria lentella är en fjärilsart som först beskrevs av Braun 1908.  Cameraria lentella ingår i släktet Cameraria och familjen styltmalar. Inga underarter finns listade i Catalogue of Life.

## Bildgalleri

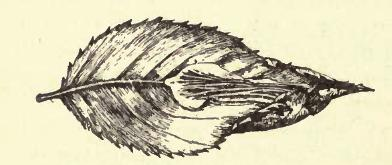